# 1747 Wright
1747 Wright este o planetă minoră (asteroid), cu un diametru de 6,35 km, din Mars-crossing asteroid[*]. A fost descoperită pe 14 iulie 1947 la Lick Observatory⁠(d) de Carl A. Wirtanen⁠(d) și a fost numită după William Hammond Wright⁠(d). 
Obiectul prezintă o orbită caracterizată de o semiaxă mare de 1,70907 UAi, o excentricitate de 0,11, o înclinație de 21,41655 ° în raport cu ecliptica.